# Real Madrid Femenino
Real Madrid Femenino en en spansk kvindefodboldklub, der blev etableret i 2014 i Madrid, under navnet CD Tacón. Efter 2018-19 sæsonen hvor holdet spillede i kvindernes næstbedste række, Segunda División, vandt de gruppe 5 og den ene af play-off finalerne om oprykning, og spiller i 2019-20 i Primera División.
Den 1. juli 2020 offentliggjorde Real Madrid CF, at man overtog CD Tacóns licens i Primera División, så kvindeafdelingen indgik under Real Madrid CF.

## Aktuel trup
Oversigten er opdateret til og med 24. juli 2025.
| Nr. | Land      | Position | Spiller                        |
| --- | --------- | -------- | ------------------------------ |
| 1   | Spanien   | MM       | Misa Rodríguez (anfører)       |
| 2   | Brasilien | FO       | Antônia                        |
| 3   | Spanien   | MI       | Teresa Abelleira (viceanfører) |
| 4   | Spanien   | FO       | Rocío Gálvez                   |
| 5   | Spanien   | AN       | Paula Comendador               |
| 6   | Frankrig  | MI       | Sandie Toletti                 |
| 7   | Spanien   | AN       | Athenea del Castillo           |
| 8   | Tyskland  | MI       | Sara Däbritz                   |
| 9   | Danmark   | AN       | Signe Bruun                    |
| 10  | Skotland  | MI       | Caroline Weir                  |
| 11  | Spanien   | AN       | Alba Redondo                   |
| 12  | Brasilien | FO       | Yasmim                         |

| Nr. | Land     | Position | Spiller           |
| --- | -------- | -------- | ----------------- |
| 13  | Tyskland | MM       | Merle Frohms      |
| 14  | Spanien  | FO       | María Méndez      |
| 15  | Spanien  | FO       | Sheila García     |
| 16  | Sverige  | MI       | Filippa Angeldahl |
| 17  | Sverige  | MI       | Hanna Bennison    |
| 18  | Colombia | AN       | Linda Caicedo     |
| 19  | Spanien  | AN       | Eva Navarro       |
| 20  | Frankrig | AN       | Naomie Feller     |
| 21  | Danmark  | FO       | Sara Holmgaard    |
| 23  | Frankrig | FO       | Maëlle Lakrar     |